# Rougequeue aurore
Phoenicurus auroreus
Espèce
Statut de conservation UICN

 LC  : Préoccupation mineure
Le Rougequeue aurore  (Phoenicurus auroreus) est une espèce de passereaux appartenant à la famille des Muscicapidae. Il était autrefois classé dans la famille des grives (turdidés).

## Description

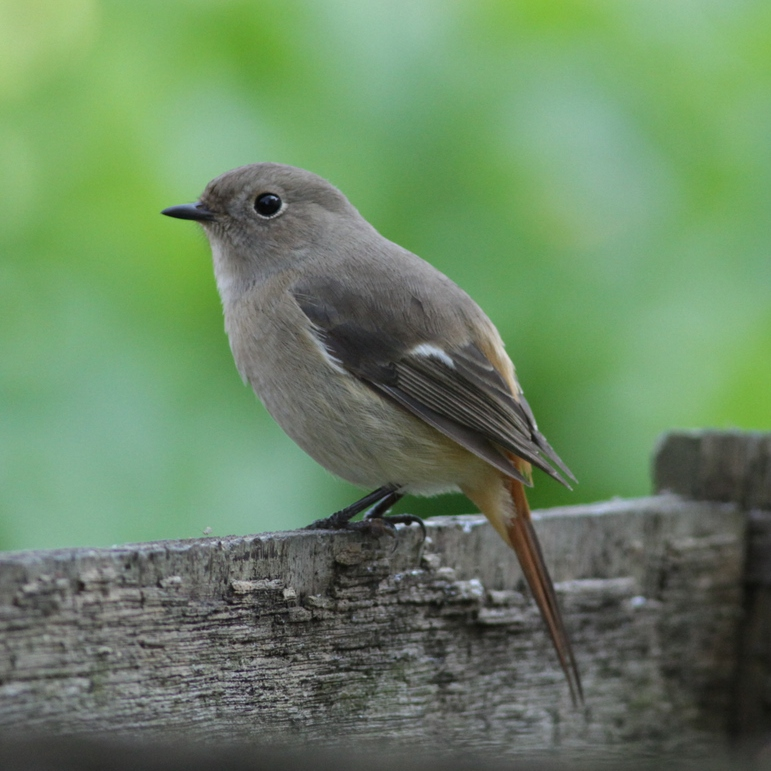
femelle

Comme tous les rouges-queues typiques, il a un fort dimorphisme sexuel. Les mâles reproducteurs ont une couronne et la nuque grise avec le front et la couronne plus pâles, la face et le menton noir, le dos et les ailes brun et une grande bande blanche alaire, la poitrine, le bas du dos et le croupion sont orange, la queue est noire orange sur les côtés. Les mâles juvéniles ont les mêmes motifs, mais beaucoup plus ternes et moins nettement marqués.
Les femelles sont brunes sur le dessus, plus pâle en dessous, le croupion et la queue sont orange et elles ont la même grande barre blanche que les mâles. Le bec, les yeux, les pattes sont noirs pour les deux sexes.

## Systématique
Il appartient à un clade eurasien, qui inclut également le Rougequeue noir (P. ochruros), le Rougequeue de Hodgson (P. hodgsoni), le Rougequeue de Güldenstädt  (P. erythrogastrus) - qui semble être étroitement lié à P. auroreus et peut-être le Rougequeue de Przewalski (P. alaschanicus). Ces espèces ont toutes divergé au cours de la dernière partie du Pliocène et au début du Pléistocène, il y a de 3 à 1 500 000 ans au début de la glaciation quaternaire.

## Distribution
Son aire s'étend du sud de la Sibérie à la Corée et le centre de la Chine, où il hiverne dans le sud du pays et au Japon.

## Habitat
Il vit dans les forêts claires, les lisières de forêts, les marges agricoles, et on le voit également souvent dans les parcs et jardins urbains. Il est raisonnablement confiant et permet souvent à l'homme de l'approcher de très près avant de s'envoler.